# 橘吻繡雀鯛
橘吻繡雀鯛，為鱸形目鱸亞目擬雀鯛科的其中一種，為熱帶海水魚，分布於中西太平洋印尼及巴布亞紐幾內亞海域，深度10-55公尺，本魚吻部至額頭為黃色至橘色，身體體色為洋紅色，背鰭硬棘3枚、背鰭軟條22枚;臀鰭硬棘3枚;臀鰭軟條11-12枚，體長可達4.3公分，棲息在有珊瑚生長內灣區，通常單獨或成對出現，生活習性不明。

## 擴展閱讀
維基物種上的相關：橘吻繡雀鯛